# Чаоїт
Чаоїт — мінерал, алотропна модифікація вуглецю-карбіну.

## Етимологія та історія
Мінерал був виявлений під час систематичного дослідження багатих біотитом графітоносних гнейсів із кратера Нердлінгер-Рис на кордоні між Швабським (Баден-Вюртемберг) і Франконським Альбом (Баварія). Єгипетський мінералог Ахмед Ель Горесі (1934—2019) та німецько-американська мінералогиня Г. Донней у 1968 році виявили мінерал в ударно-плавленому графітовому гнейсі з кратера Рис. Подальше дослідження збагачених зразків невідомої фази за допомогою електронного мікрозонду показало, що матеріал складається з чистого вуглецю, за винятком 0,5 % кремнію та хлору.
Горесі та Донні назвали нещодавно відкритий мінерал на честь американсько-китайського геолога та петролога Едварда Чінг-Те Чао (1919—2008) на честь його новаторської роботи з ударного метаморфізму. У 1968 році вони подали результати своїх випробувань і обрану назву для розгляду до Міжнародної мінералогічної асоціації (внутрішній номер запису IMA: 1968—019), яка визнала чаоїт як незалежний вид мінералу.
У 1969 році А. Г. Віттакер і П. Кінтнер (A. G. Whittaker und P. Kintner) змогли продемонструвати в експериментах з виробництва синтетичного чаоїту, що мінерал є високотемпературною модифікацією вуглецю, для якої потрібна температура понад ≈ 2550 ° K (2700-3000 ° K), але лише один низький тиск 0,0001 Торр (відповідає ≈ 0,0133 Па).

## Загальний опис
Склад: C 99.5 %. Si < 0.5 %. Cl < 0.5 %.
Поліморфний з алмазом, графітом, лонсдейлітом. Є природною формою карбіну, що є лінійною формою вуглецю. Існує дві модифікації карбіну: з кумульованими зв'язками =С=С=С= (β-карбін) і поліїновими зв'язками –С≡С–С≡С– (α-карбін). Форми виділення: чорний дрібнодисперсний порошок, дуже міцні ниткоподібні мікрокристали. Сингонія гексагональна. Густина 1,9-3,3. М'який. Колір білий, темносірий до чорного. Має напівпровідникові властивості. Утворює білі прожилки та вкраплення в графіті.
Асоціація: графіт, циркон, рутил, псевдобрукіт, магнетит, нікелевий піротин, бадделеїт.

## Розповсюдження
Знахідки: у графітових ґнейсах кратера Рис, Нердлінген (Баварія, Німеччина).
Також в ахондритових (див. Хондрити) метеоритах, утворених шляхом кристалізації розплавлених кам'яних мас.